# Szeragga Bar
Szeragga Bar (hebr. שרגא בר, ur. 24 marca 1948 w Hofgeismar) – izraelski piłkarz grający na pozycji obrońcy. W swojej karierze rozegrał 34 mecze w reprezentacji Izraela i strzelił w nich 1 gola.

## Kariera klubowa
Swoją karierę piłkarską Bar rozpoczął w klubie Maccabi Netanja. W 1964 roku awansował do kadry pierwszej drużyny i w sezonie 1964/1965 zadebiutował w niej w pierwszej lidze izraelskiej. Swój pierwszy sukces w barwach Maccabi osiągnął w sezonie 1970/1971, gdy wywalczył z nim mistrzostwo Izraela. Latem 1971 zdobył z nim Superpuchar Izraela. Wraz z Maccabi jeszcze dwukrotnie zostawał mistrzem kraju w sezonach 1973/1974 i 1977/1978, a także jeden raz wicemistrzem w sezonie 1974/1975. Zdobył też Puchar Izraela (1978) oraz kolejny superpuchary (1974).
W sezonie 1978/1979 Bar grał w Hapoelu Ramat Gan, w którym zakończył swoją karierę.

## Kariera reprezentacyjna
W reprezentacji Izraela Bar zadebiutował 10 września 1968 roku w przegranym 2:3 towarzyskim meczu z Irlandią Północną, rozegranym w Tel Awiwie. W 1968 roku reprezentował Izrael na Igrzyskach Olimpijskich w Meksyku, na których Izrael dotarł do ćwierćfinału.
W 1970 roku Bar zagrał w trzech meczach Mistrzostw Świata w Meksyku: z Urugwajem (0:2), ze Szwecją (1:1) i z Włochami (0:0).
Od 1968 do 1972 roku Bar rozegrał w kadrze narodowej 34 mecze, w których strzelił 1 gola.